# 虹の下のどしゃ降りで
『虹の下のどしゃ降りで』（にじのしたのどしゃぶりで）は、松任谷由実の38枚目のシングル。2006年2月15日に東芝EMI（現・ユニバーサル ミュージック）からリリースされた。TOCT-4970。34枚目のオリジナルアルバム『A GIRL IN SUMMER』に収録。

## 解説
- タイトル曲の「虹の下のどしゃ降りで」は、西原亜希が出演するJR東日本「モバイルSuicaキャンペーン」CMソング[2]。仲間由紀恵が出演するau「モバイルSuicaキャンペーン」CMソングでもある。これにはモバイルSuica・スイスイ篇がある。関東地区のみOA。PVではパパイヤ鈴木が振り付けを演出し、ダンサーとして片瀬ゆきが出演[3]、パパイヤ鈴木自身も出演している。
- カップリングの「Smile again」は、アジアのアーティスト4人（ディック・リー、シュイ・クー、amin（アミン）、イム・ヒョンジュ）と結成した「松任谷由実 with Friends Of Love The Earth」で発表された。愛・地球博テーマソングとして製作され[4]、地球博最後の大型イベントでも披露された。TOKYO FMヒューマンコンシャスキャンペーンソング。
- オリコンチャートの登場週数は9週[2]、チャート最高順位は週間22位、累計1.4万枚のセールスを記録した[1]。

## 収録曲
1. 虹の下のどしゃ降りで -Pouring Rain Under the Rainbow-[5]
2. Smile again（松任谷由実 with Friends Of Love The Earth）
3. 虹の下のどしゃ降りで（instrumental）
4. Smile again（instrumental）

作詞・作曲：松任谷由実　訳詞（#2）：ディック・リー、amin、イム・ヒョンジュ　編曲：松任谷正隆

## 参加ミュージシャン
- キーボード＆プログラミング：松任谷正隆
- ドラム：Vinnie Colaiuta（#1）、島村英二（#2）
- ベース：Neil Stubenhaus（#1）、美久月千晴（#2）
- エレクトリック・ギター：Dean Parks（#1）、鳥山雄司（#2）
- ヴァイオリン：栄田嘉彦、金原千恵子（#1）、竹内純（#1）、大久保祐子（#1）、桐山なぎさ（#2）、村田幸謙（#2）、小倉達夫（#2）
- ヴィオラ：鈴木民雄
- チェロ：阿部雅士（#2）
- サキソフォン：Dan Higgins（#1）
- 二胡：許可（#2）
- プログラミング：山中雅文
- コーラス：松任谷由実（#1）

## 関連作品
- 虹の下のどしゃ降りで
  - A GIRL IN SUMMER
- Smile again（Yuming Version）
  - A GIRL IN SUMMER